# 小平の埋め込み定理
数学において、小平の埋め込み定理（こだいらのうめこみていり、英: Kodaira embedding theorem）は、コンパクトなケーラー多様体の中で、複素数体上の非特異射影多様体を特徴付ける。要するに小平の埋め込み定理は、ちょうどどんな複素多様体が斉次多項式により定義されるのかを言っている．
小平邦彦の結果は、ホッジ計量を持つコンパクトケーラー多様体 M は、ある十分に大きい次元 N の複素射影空間の中へ複素解析的に埋め込む事ができるという定理である。ここに、ホッジ計量を持つとは、ケーラー形式 ω により定義される 2 次のコホモロジー類が整係数コホモロジーであることを意味する。M が代数多様体として埋め込まれるという事実は、周の定理によりコンパクト性から従う。ホッジ計量を持つケーラー多様体は、（W. V. D. ホッジにちなみ）ホッジ多様体と呼ばれることもある。従って、小平の結果は、ホッジ多様体は射影的であると述べている。逆、すなわち射影多様体はホッジ多様体であることは、より基本的であり、以前から知られていた。